# 福沢流
福沢流（ふくざわりゅう）は、福沢良秀（福沢千右衛門）が開いた槍術流派。軍用槍と称す。尾張藩御流儀であった。
福沢良秀の先祖・原良秀が、伊東流槍術開祖の伊東祐忠より槍術の奥義を授かり、これを家伝として伝えていたという。浪人であった福沢良秀は尾張で槍術を教えていたが、1694年（元禄7年）、尾張徳川家に仕官した。
その後、同じ尾張藩士で円明流の剣術家であった福富親茂が考案した軍用槍を学び、家伝の槍術に加えた。
尾張藩では藩主を警護する者にこの流派を学ばせたため、尾張藩の御流儀となり、福沢家は尾張藩の槍術師範家の一つとなった。